# Като Естия
„Като Естия“ (на гръцки: Κάτω Εστία) е индустриален комплекс от сгради край град Воден, Гърция.
Разположен е в живописната местност Лъгът под Воден, на брега на река Вода.
„Като Естия“ e отворена в 1907 година в Лъгът от братята Лапас и Анастасиос Васдарис и Ираклис Хадзидимулас и Йоанис Хадзинику. Султанският ферман, разрешаващ строежа е с дата 25 август 1907 година. Всички машини са на английската фирма „Хауърд енд Бълоу“.
В 2003 година като „важен елемент в изучаването на архитектурата на промишлените сгради във Воден“ фабриката е обявена за паметник на културата. Собственост е на Н. Игнатиадис.